# Rockingham, Western Australia
Rockingham är en förstad till Perth, Western Australia i Australien. Den ligger i kommunen Rockingham och delstaten Western Australia, omkring 38 kilometer söder om delstatshuvudstaden Perth.
Runt Rockingham är det tätbefolkat, med 257 invånare per kvadratkilometer.. Rockingham är det största samhället i trakten. 
Genomsnittlig årsnederbörd är 1 018 millimeter. Den regnigaste månaden är maj, med i genomsnitt 176 mm nederbörd, och den torraste är februari, med 9 mm nederbörd.